# Krzysztof Miszczak
Krzysztof Ryszard Miszczak (ur. 24 lipca 1955 w Milanówku) – polski naukowiec, doktor habilitowany nauk społecznych, profesor nadzwyczajny, politolog, niemcoznawca, sinolog, urzędnik państwowy i dyplomata.
Radca generalny premiera w Kancelarii Prezesa Rady Ministrów. Wieloletni Dyrektor Departamentu Spraw Zagranicznych Kancelarii Prezesa Rady Ministrów, przewodniczący Forum Polsko-Niemieckiego, Przewodniczący Rady Fundacji Polsko-Niemieckie Pojednanie oraz dyrektor, członek Zarządu Fundacji Współpracy Polsko-Niemieckiej. Profesor w Instytucie Prawa oraz w Instytucie Studiów Międzynarodowych Szkoły Głównej Handlowej. Wiceprezes zarządu Fundacji Marki Polskiej im. prof. Witolda Kieżuna.

## Życiorys
Syn Ryszarda Miszczaka (z rodziny Kucharskich) i Stanisławy, córki Wacława Paćko i Cecylii Szewczyk.
Uzyskał na Uniwersytecie Ludwika i Maksymiliana w Monachium tytuł magistra nauk politycznych (1988) broniąc pracę „Die Beziehungen zwischen der Volksrepublik China und den Staaten Ostmitteleuropas. Fallbespiel Polen (1949–1981)” [pl. tł. Stosunki między Chińską Republiką Ludową a krajami Europy Środkowej i Wschodniej. Przykład Polski (1949–1981)] oraz stopień doktora nauk filozoficznych (1993) na podstawie dysertacji „Deklarationen und Realitäten. Die Beziehungen zwischen der Bundesrepublik Deutschland und der (Volks-) Republik Polen von der Unterzeichnung des Warschauer Vertrages bis zum Abkommen über gute Nachbarschaft und freundschaftliche Zusammenarbeit (1970–91)” [pl. tł. Deklaracje i rzeczywistość. Stosunki między Republiką Federalną Niemiec a Polską Rzeczpospolitą Ludową od podpisania Układu Warszawskiego do Traktatu o dobrym sąsiedztwie i przyjaznej współpracy (1970–1991)]. Ukończył także Wydział Dziennikarstwa i Nauk Politycznych Uniwersytetu Warszawskiego.
W latach 1990–1993 był pracownikiem naukowym w Instytucie Nauk Politycznych i Stosunków Międzynarodowych Geschwister-Scholl-Institut, w kolejnych latach pracownikiem naukowym Katedry Nauk Politycznych i Stosunków Międzynarodowych w Wyższej Szkole Technicznej w Karlsruhe oraz adiunktem na Uniwersytecie Kardynała Stefana Wyszyńskiego i w Szkole Głównej Handlowej.
W 2013 otrzymał stopień doktora habilitowanego nauk społecznych w zakresie nauk o polityce na Uniwersytecie Adama Mickiewicza w Poznaniu za pracę „Polityka zagraniczna, bezpieczeństwa i obrony koalicji rządowej SPD-Sojusz 90/Zieloni w okresie 1998–2005”.
W 2014 objął stanowisko profesora nadzwyczajnego w Katedrze Prawa Europejskiego, następnie w Instytucie Prawa Szkoły Głównej Handlowej, od września 2018 wykłada w Zakładzie Bezpieczeństwa Międzynarodowego (Instytut Studiów Międzynarodowych) Szkoły Głównej Handlowej.
Od 1995 związany z Ministerstwem Spraw Zagranicznych Rzeczypospolitej Polskiej. W latach 1996–2001 był radcą-ministrem pełnomocnym, zastępcą Ambasadora RP w Republice Federalnej Niemiec, kierownikiem Przedstawicielstwa Ambasady RP w Kolonii. Sprawował funkcję Dyrektora Departamentu Polityki Bezpieczeństwa Europejskiego Ministerstwa Spraw Zagranicznych RP (2001–2002). Od 2005–2007 był kolejno dyrektorem Departamentu Spraw Zagranicznych Kancelarii Prezesa Rady Ministrów, dyrektorem Departamentu Polityki Międzynarodowej Kancelarii Prezesa Rady Ministrów, ponownie dyrektorem Departamentu Spraw Zagranicznych Kancelarii Prezesa Rady Ministrów (w okresie rządów premiera Kazimierza Marcinkiewicza i premiera Jarosława Kaczyńskiego).
Od 2002 do 2006 dyrektor merytoryczny czasopisma „Fundusze Europejskie”. Od lutego 2008 do listopada 2013 dyrektor Biura Pełnomocnika Prezesa Rady Ministrów ds. Dialogu Międzynarodowego (Władysława Bartoszewskiego) w Kancelarii Prezesa Rady Ministrów odpowiedzialnego za stosunki polsko-izraelskie i stosunki polsko-niemieckie.
W latach 2009–2013 był szefem negocjatorów grupy roboczej „Zagadnienia prawno-historyczne /kultura pamięci” pod auspicjami Ministerstwa Spraw Wewnętrznych i Administracji oraz Kancelarii Prezesa Rady Ministrów. W tej funkcji inicjował posiedzenia Polsko-Niemieckiego Okrągłego Stołu ds. Polonii w Niemczech i Mniejszości Niemieckiej w Polsce, którego głównym celem było wyrównanie asymetrii między tymi grupami, wynikającej z różnic interpretacyjnych art. 20-22 Traktatu między Rzecząpospolitą Polską a Republiką Federalną Niemiec o Dobrym Sąsiedztwie i Przyjaznej Współpracy. Kluczowymi zapisami wynegocjowanego oraz przyjętego w dniu 12 czerwca 2011 roku Oświadczenia Polsko-Niemieckiego Okrągłego Stołu były niemieckie gwarancje dotyczące utworzenia Centrum Dokumentacji Kultury i Historii Polaków w Niemczech przy wsparciu ze środków budżetu federalnego, zbudowania strategii nauczania języka polskiego w Niemczech oraz postulat utworzenia w Berlinie pomnika-miejsca pamięci wszystkich Polaków, ofiar prześladowań nazistowskich Niemiec.
W 2013 z nominacji premiera Donalda Tuska został dyrektorem, członkiem zarządu Fundacji Współpracy Polsko-Niemieckiej. W latach 2015–2016 powołany został do Rady Naukowej Instytutu Zachodniego. W styczniu 2015 wszedł w skład Rady Programowej Uczelni Łazarskiego w Warszawie.
W latach 2011–2016 pełnił funkcję polskiego Przewodniczącego Forum Polsko-Niemieckiego. W 2016, w rocznicę 25-lecia podpisania Polsko-niemieckiego traktatu o dobrym sąsiedztwie oraz 25-lecia powstania Fundacji Współpracy Polsko-Niemieckiej, wraz z ministrami spraw zagranicznych Rzeczypospolitej Polskiej Witoldem Waszczykowskim i Republiki Federalnej Niemiec Frankiem Walterem Steinmeierem otworzył w Warszawie jubileuszowe Forum pt. „25 lat dobrego sąsiedztwa. Polsko-Niemiecka Wspólnota Odpowiedzialności”.
W latach 2009–2017 sprawował społeczną funkcję Przewodniczącego Rady Fundacji Polsko-Niemieckie Pojednanie. W 2017 z jego inicjatywy wznowiono publikację Sprawozdania w przedmiocie Strat i Szkód wojennych Polski w latach 1939–1947, sporządzonego przez Biuro Odszkodowań Wojennych przy Prezydium Rady Ministrów w styczniu 1947, przedstawiającego kwestię strat narodu i państwa polskiego podczas drugiej wojny światowej. Publikacja reprintu Sprawozdania zawiera analizę prawną prof. Krzysztofa Miszczaka w sprawie polskiego stanowiska negocjacyjnego dotyczącego możliwości uzyskania odszkodowań ze strony niemieckiej.
Od 2013 roku jest radcą generalnym premiera w Kancelarii Prezesa Rady Ministrów (stanowisko w służbie cywilnej). W listopadzie 2018 wszedł do zarządu (wiceprezes) Fundacji Marki Polskiej im. prof. Witolda Kieżuna.

## Wybrane publikacje
Jest autorem 4 monografii i ponad 100 publikacji naukowych, dotyczących szeroko rozumianych stosunków międzynarodowych, w tym m.in. Wspólnej Polityki Zagranicznej i Bezpieczeństwa, Wspólnej Polityki Bezpieczeństwa i Obrony UE, stosunków polsko-niemieckich, Trójkąta Weimarskiego, strategii bezpieczeństwa geo-ekonomicznego regionu Indo-Pacyfiku, w tym polityki zagranicznej Chińskiej Republiki Ludowej, m.in.:
Monografie:
- K. Miszczak, Europejska Polityka Bezpieczeństwa, Wyższa Szkoła Studiów Międzynarodowych w Łodzi, Łódź 2004, s. 60, ISBN 83-88504-23-1.
- K. Miszczak, Polityka zagraniczna, bezpieczeństwa i obrony koalicji rządowej SPD- Sojusz 90/Zieloni w okresie 1998-2005, Warszawa 2012, s. 476, ISBN 978-83-7151-087-8.
- K. Miszczak, „Deklarationen und Realitäten”. Die Beziehungen zwischen der Bundesrepublik Deutschland und der (Volks-) Republik Polen von der Unterzeichnung des Warschauer Vertrages bis zum Abkommen über gute Nachbarschaft und freundschaftliche Zusammenarbeit (1970-91), Monachium 1993, s. 545, ISBN 3-88073-479-8.

Publikacje (wybrane):
- Przyszłość polityki bezpieczeństwa i obrony Unii Europejskiej, w: Krakowskie Studia Międzynarodowe”, numer 1 (XIV), red. E. Cziomer, Kraków: Wyd. Krakowska Akademia im. Andrzeja Frycza Modrzewskiego, 2017.
- Raisons d’État. EU Security and Defence Policy Framework in the context of Polish and German Interests. An analysis, w: Stosunki Międzynarodowe – International Relations, nr 4, Warszawa: Wyd. Instytut Stosunków Międzynarodowych, 2017.
- Niemcy w polityce globalnej – Biała Księga, w: „Rocznik Polsko-Niemiecki” 2017, nr 25, Warszawa: Wyd. ISP PAN, Zakład Studiów nad Niemcami, 2017.
- Niemiecka polityka transformacji siły na kontynencie europejskim, a polityka bezpieczeństwa Polski (1989/90–2015), w: Jak patrzeć na Polskę, Niemcy i świat? Księga Jubileuszowa ISP PAN, Warszawa: Wyd. Bellona, Instytut Studiów Politycznych PAN, 2017.
- Kwestia prawno-polityczna reparacji i odszkodowań w stosunkach polsko-niemieckich, w: Sprawozdanie w przedmiocie strat i szkód wojennych Polski w latach 1939–1945 Biura Odszkodowań Wojennych przy Prezydium Rady Ministrów, Warszawa: Wyd. Art Studio Anabaza, 2017.
- Niemiecki patent na Europę, w: „Rzeczpospolita” 2017, nr 64.
- Russland verstehen – geht das? Sicherheitspolitische Kurssetzung in schwierigen Zeiten, w: Berliner GSP-Sicherheitsdialog. Gesellschaft für Sicherheitspolitik e.V., 2017.
- Misja porządnego człowieka, w: Fenomen „Żegoty”. 75 rocznica powstania Rady Pomocy Żydom, Warszawa: Wyd. Instytut Pamięci Narodowej, Gość Niedzielny, 2017.
- Return of forces to Germany. Analiza Białej Księgi Bezpieczeństwa Niemiec, w: ParaBellum. Niezależny Magazyn Strategiczny, 2016.
- Polska i Niemcy a realizacja Wspólnej Polityki Zagranicznej,. Bezpieczeństwa i Obrony Unii Europejskiej, w: Krakowskie Studia Międzynarodowe, nr 1 (XIII), Kraków: Wyd. Krakowska Akademia im. Andrzeja Frycza Modrzewskiego, 2016.
- Racje Stanów – Architektura Polityki Bezpieczeństwa i Obrony Unii Europejskiej w kontekście interesów polskich i niemieckich, w: ParaBellum. Niezależny Magazyn Strategiczny, 2016.
- Wstęp, w: NATO: The Enduring Alliance 2016, red. J. Lindley-French, Warsaw: Foundation for Polish-German Cooperation, 2016.
- Niemcy znów boją się obcych, w: Gość Niedzielny, red. A. Grajewski, nr 6, 2016.
- Die deutsch-polnischen Beziehungen in Zeiten der Krise in Osteuropa, „Zeitschrift für Außen – und Sicherheitspolitik” 2015, nr 8.
- Niemiecka polityka zagraniczna w policentrycznym porządku międzynarodowym w: Polityka Publiczna w Polsce. Priorytety i Wyzwania, red. J. Osiński, Warszawa: OW SGH, 2015.
- Polen und Gemeinsame Außen- und Sicherheitspolitik w: „WeltTrends. Zeitschrift für internationale Politik. Polen in Europa”, 2015.
- Polska a Wspólna Polityka Bezpieczeństwa i Obrony Unii Europejskiej, w: Dziesięć lat członkostwa Polski w Unii Europejskiej. Próba bilansu i nowe otwarcie, red. J. M. Fiszer, Warszawa: ISP PAN, 2015.
- Traktatowe mechanizmy spójności polityki zagranicznej, bezpieczeństwa i obrony Unii Europejskiej, w: Jednolitość i spójność prawa. Perspektywa Unii Europejskiej i Federacji Rosyjskiej, red. A. Nowak-Far, Warszawa: Wyd. OW SGH, 2014.
- Nowa Polityka Bezpieczeństwa i Obrony Niemiec, w: „Sprawy Międzynarodowe” 2014, nr 2.
- Unia Europejska jako aktor nowego multilarnego porządku światowego bezpieczeństwa?, Warszawa: Instytut Studiów Politycznych PAN, 2014, nr 4.
- Polska a Wspólna Polityka Bezpieczeństwa i Obrony Unii Europejskiej, w: „Studia Polityczne” 2014, nr 3.
- Willy Brandt – Wspomnienia, w: „Sprawy Międzynarodowe” 2014, nr 2.
- Forum Europäische Sicherheit 2014. Strategie und Sicherheit für Europa. Weiterentwicklung statt Stillstand, w: Europäische Sicherheit & Technik, nr 11, 2014.
- Unia Europejska i Chińska Republika Ludowa. Partnerzy globalnego bezpieczeństwa?, w: „Bezpieczeństwo Narodowe”, Warszawa: Wyd. Biuro Bezpieczeństwa Narodowego, 2014, nr 32.
- China goes global. The partial power, w: „Bezpieczeństwo Narodowe”, Warszawa: Wyd. Biuro Bezpieczeństwa Narodowego, 2014, nr 31.
- Polska a Wspólna Polityka Bezpieczeństwa i Obrony Unii Europejskiej, w: „Myśl Ekonomiczna i Polityczna” 2014, nr 3.

## Odznaczenia i wyróżnienia
W 2006 odznaczony Krzyżem Oficerskim Orderu Pro Merito Melitensi.
W 2014 uhonorowany przez Stowarzyszenie Żydów Kombatantów i Poszkodowanych w II Wojnie Światowej medalem „Powstanie w Getcie Warszawskim” za kultywowanie pamięci o wspólnym oporze i wspólnej walce Polaków i Żydów z okupantem hitlerowskim.
W dniu 11 czerwca 2014 odznaczony przez Towarzystwo im. Hipolita Cegielskiego w Poznaniu srebrnym medalem „Labor Omnia Vincit” (tłum. Praca wszystko zwycięża) za zasługi na polu pracy organicznej oraz za działania na rzecz dobra wspólnego.